# 신경철
신경철(1956 ~ )은 대한민국의 로봇공학자이다. 코스닥 상장기업 유진로봇을 설립하고, 회장직을 맡고 있다.

## 학력
- 1976년 서울고 졸업
- 1980년 서울대 기계설계학과 졸업
- 1982년 서울대 기계설계학과(석사) 졸업
- 1988년 University of Michigan(박사) 졸업

## 경력
- 1988년 ~ 1990년: 삼성항공 정밀기계 연구소 로봇개발팀장
- 1990년 ~ : ㈜유진로봇 대표이사

## 활동
- 2001년 ~ 2008년: 한국로봇산업연구조합 이사장
- 2003년 ~ 2006년: 한국지능로봇산업협회 초대 회장
- 2006년: 한국로봇학회 부회장
- 2008년: 한국로봇산업협회 수석 부회장
- 2010년: 한국공학한림원 회원
- 2011년 ~ : 부스러기사랑나눔회 이사장

## 같이 보기
- 지능형 로봇
- 로봇산업
- 로봇인
- 로봇공학자